# 吉見丘陵
吉見丘陵（よしみきゅうりょう）とは、埼玉県比企地方東部の比企郡吉見町、東松山市に広がる丘陵地帯である。比企丘陵（比企北丘陵）と隣接し、一体的に比企丘陵とされることもあるが、比企丘陵が県立公園に指定されていないのに対して、吉見丘陵は岩殿丘陵（比企南丘陵）と共に埼玉県立比企丘陵自然公園に指定されている。

## 概要
外秩父山地から半島状に突き出した丘陵群の最東端に位置する。範囲は、南北はおおよそ埼玉県道27号東松山鴻巣線と埼玉県道66号行田東松山線の間、丘陵東岸は東松山市境の市野川沿いまで形成されており、吉見町西地区全域にあたる。
標高は30m - 60mほどだが、丘陵中央を南北に谷が縦断しており、この附近では丘陵内部ながら田園風景が見られる。稜線は南端の松山城址（57.8m）から北へかけて緩やかに低くなり、埼玉県道271号今泉東松山線を下限としてまた標高が高くなる。最も高い場所は六の谷団地附近の侍女塚山で標高82.7mである。標高は低いが眺望は良好であり、住宅団地などの開けた場所では西方の東松山市中心部や笠山・堂平山などの外秩父連峰を見渡せる。松山城址やポンポン山などからは東京都心を望むことが出来る。丘陵辺縁には農業用の溜池が集中している。

## 開発史
明治初期より吉見丘陵附近で黒岩横穴墓群や吉見百穴等の凝灰岩をくりぬいた横穴墓の遺跡が発掘され、考古学上重要な場所となった。明治37年から大正期にかけては、地元の農民である高橋峰吉が岩窟ホテルを掘り、大手紙やロンドンタイムスに取り上げられるなど、吉見百穴と共に行楽地となった。太平洋戦争中には、吉見百穴の地下に中島飛行機の地下軍需工場が建設されたが、本格的な稼働を前に敗戦を迎え、遺構が残されている。
戦後、八丁湖や百穴温泉春奈、百穴射撃場(クレー射撃)などの観光・レジャー関連の施設が建てられ、近郊の身近な行楽地となっていった。
昭和36年頃から、「太陽の丘」を宣伝文句に中小六つの不動産業者によって丘陵地に十数の住宅団地、計六千区画が造成・分譲された。これらは「比企ネオポリス」と総称され、40年代前半には99％が売られたが、主に投機目的や別荘として購入されたために家は疎らで管理状態の悪化が問題となり、また45年には(新)都市計画法の施行によりネオポリス一帯が市街化調整区域に指定され、不動産業者の倒産もあって整備が中断されるなどして治安の悪化も問題となった。
その後は開発が進まず北吉見団地や前山団地などの一部の区画は自然消滅した。宅地化が進行したのは昭和60年以降で、急速な郊外化(ドーナツ化現象)の波を受けて東松山市近郊の郊外住宅地として人口が増加し、平成初頭には新たに町立西が丘小学校が開校した。一方で、団地と主要道路とを結ぶ接続道路が非常に狭隘であったり、急坂の多い道路、道路網の未整備・荒廃、公共交通機関が不便などインフラ面での問題も多く、現在では人口は減少傾向にある（計14団地・総人口4624人　令和2年10月1日現在）。

## 丘陵地内の主な観光地、名所、施設

### 観光・宿泊施設、名所
- 百穴温泉〔丘陵西麓市野川沿い〕※百穴温泉春奈　休業中
- フレンドシップハイツよしみ(公共宿)〔八丁湖畔〕
- 八丁湖公園〔丘陵東麓〕
- 大沼（百穴湖）・・・公園となっている。〔丘陵南麓〕
- 天神沼〔丘陵南麓〕
- 和名沼〔丘陵南麓〕
- 武州松山城址・・・応永6年築城。城主上田氏。徳川時代には松平家広入城の後松山藩を立藩。慶長6年廃城。平成20年国指定史跡。
- 百穴地下軍需工場跡・・・吉見百穴地下の大戦末期の中島飛行機地下軍需工場跡。
- 吉見百穴・・・大正12年国指定史跡。ヒカリゴケが穴内に自生しており、ヒカリゴケ自生地として国の天然記念物に指定されている。〔丘陵西麓〕
- 黒岩横穴墓群・・・大正14年県の史跡に指定。ほとんどが未発掘であり、吉見百穴よりも大規模な穴の数があると推測されている。〔八丁湖周辺〕墓群
- 巌窟ホテル〔丘陵西麓〕
- 岩殿山安楽寺・参道（吉見観音）
- 岩室観音堂〔丘陵西麓〕
- 北向地蔵〔丘陵中央〕
- 高負彦根神社（ポンポン山）〔丘陵北麓〕
- 八坂神社〔丘陵中央〕
- 百穴射撃場（クレー射撃）　〔丘陵西麓〕
- 旧稚蝅共同飼育所〔吉見観音参道附近〕